# Воздух
Во́здух — смесь газов, главным образом, состоящая из азота и кислорода (в совокупности 98—99 % в зависимости от влажности, то есть концентрации водяного пара), а также аргона, углекислого газа, водорода, образующая земную атмосферу. 
Воздух составляет воздушную оболочку Земли и необходим для нормального существования аэробных живых организмов. Кислород, содержащийся в воздухе, в процессе дыхания поступает в клетки организма и используется в процессе окисления, в результате которого происходит выделение необходимой для жизни энергии (метаболизм, аэробы). 
В промышленности и в быту кислород воздуха используется для сжигания топлива с целью получения тепла и механической энергии в двигателях внутреннего сгорания. Из воздуха, используя метод сжижения в детандере и ректификации воздуха, добывают инертные газы, а также азот и кислород, в том числе и в жидком виде для использования в криогенных установках (жидкий азот), либо же (жидкий кислород) в качестве окислительного компонента ракетного топлива для жидкотопливных ракетных двигателей. Из воздуха также получают и углекислый газ в различных формах для технических применений, в том числе и сухой лёд — твёрдую фазу углекислого газа, возгоняющуюся (испаряющуюся, минуя жидкую фазу) при нормальном атмосферном давлении (101,325 кПа).

## Химический состав

Состав земной атмосферы по объёму, за исключением водяного пара

В 1754 году Джозеф Блэк экспериментально доказал, что воздух представляет собой смесь газов, а не простое вещество.
| Вещество       | Обозначение | По объёму, % | По массе, % |
| -------------- | ----------- | ------------ | ----------- |
| Азот           | N2          | 78,084       | 75,5        |
| Кислород       | O2          | 20,946       | 23,15       |
| Аргон          | Ar          | 0,934        | 1,292       |
| Углекислый газ | CO2         | 0,03         | 0,046       |
| Неон           | Ne          | 0,001818     | 0,0014      |
| Криптон        | Kr          | 0,000114     | 0,0003      |
| Метан          | CH4         | 0,0002       | 0,000084    |
| Гелий          | He          | 0,000524     | 0,000073    |
| Водород        | H2          | 0,00005      | 0,00008     |
| Ксенон         | Xe          | 0,0000087    | 0,00004     |
| Другие         |             |              | 0,007323    |

Состав воздуха может меняться в небольших пределах: в крупных городах содержание углекислого газа немного выше, чем в лесах; в высокогорье и на больших высотах концентрация кислорода немного ниже вследствие того, что молекулы кислорода тяжелее молекул азота и потому концентрация кислорода с высотой уменьшается быстрее.
Практически весь аргон, содержащийся в атмосфере воздуха, образовался в результате радиоактивного распада одного природного радионуклида — калия-40, встречающегося повсеместно и необходимого для поддержания жизнедеятельности живых организмов, в том числе и организма человека. Первичная атмосфера Земли практически не содержала аргона, также об этом свидетельствует и изотопный состав аргона — практически весь атмосферный аргон состоит из одного изотопа — аргона-40, доли остальных стабильных изотопов аргона ничтожно малы.
Воздух также содержит в очень малых количествах (относительно других компонентов) и радиоактивный инертный газ радон, правда, объёмная активность воздуха может варьироваться в достаточно широких пределах, и зависит от близости относительно месторождений урана, а также от вентиляции помещения (при должной вентиляции объёмная активность становится существенно меньше), строительных материалов и от наличия в самом помещении например приборов с радиевой краской, или минералов, содержащих уран. Радон наряду с табакокурением является ведущей причиной рака лёгких, причём, нередко эти два фактора в плане канцерогенеза действуют синергетически, то есть взаимно дополняя и усиливая друг друга.
Существенное влияние на концентрацию газов в воздухе оказывает водяной пар, концентрация которого зависит от температуры, влажности, наличия и площади поверхности водоёмов, времени года, климата. Так, при температуре 0 °C 1 м³ воздуха может содержать максимально 5 граммов воды, а при температуре +10 °C — уже 10 граммов, а вблизи крупных водоёмов относительная влажность выше.

## Физические свойства
| Плотность сухого воздуха при нормальном атмосферном давлении (101 325 Па)                                             |                  |
| --- | ---------------- |
| \| Температура, °C \| Плотность, кг/м³ \| \| −25 \| 1,424 \| \| 0 \| 1,2929 \| \| 20 \| 1,2047 \| \| 225 \| 0,7083 \| |                  |
| Температура, °C | Плотность, кг/м³ |
| −25 | 1,424            |
| 0 | 1,2929           |
| 20 | 1,2047           |
| 225 | 0,7083           |

| Температура, °C | Плотность, кг/м³ |
| −25             | 1,424            |
| 0               | 1,2929           |
| 20              | 1,2047           |
| 225             | 0,7083           |

| Коэффициент теплопроводности воздуха при нормальном атмосферном давлении (101325 Па) |                            |
| --- | -------------------------- |
| \| Температура, °C \| Теплопроводность, Вт/(м·К) \| \| –173 \| 0.00922 \| \| –143 \| 0.01204 \| \| –113 \| 0.01404 \| \| –83 \| 0.01741 \| \| –53 \| 0.01983 \| \| –23 \| 0.02207 \| \| –3 \| 0.02348 \| \| 0,1 \| 0.02370 \| \| 7 \| 0.02417 \| \| 17 \| 0.02485 \| \| 27 \| 0.02553 \| \| 37 \| 0.02621 \| \| 67 \| 0.02836 \| \| 97 \| 0.03026 \| |                            |
| Температура, °C | Теплопроводность, Вт/(м·К) |
| –173 | 0.00922                    |
| –143 | 0.01204                    |
| –113 | 0.01404                    |
| –83 | 0.01741                    |
| –53 | 0.01983                    |
| –23 | 0.02207                    |
| –3 | 0.02348                    |
| 0,1 | 0.02370                    |
| 7 | 0.02417                    |
| 17 | 0.02485                    |
| 27 | 0.02553                    |
| 37 | 0.02621                    |
| 67 | 0.02836                    |
| 97 | 0.03026                    |

| Температура, °C | Теплопроводность, Вт/(м·К) |
| –173            | 0.00922                    |
| –143            | 0.01204                    |
| –113            | 0.01404                    |
| –83             | 0.01741                    |
| –53             | 0.01983                    |
| –23             | 0.02207                    |
| –3              | 0.02348                    |
| 0,1             | 0.02370                    |
| 7               | 0.02417                    |
| 17              | 0.02485                    |
| 27              | 0.02553                    |
| 37              | 0.02621                    |
| 67              | 0.02836                    |
| 97              | 0.03026                    |

## Воздух в философии
В философии Эмпедокла воздух (аэр) — это одна из четырёх стихий космоса, наряду с огнём, землёй и водой. В философии Аристотеля воздух относится к подлунным лёгким элементам.
Немецкий мыслитель Фридрих Вильгельм Ницше писал о воздухе, что это наивысшая и самая тонкая из материй. Из воздуха соткана свобода человека. Поэтому символ воздуха — это в первую очередь символ свободы. Это свобода, для которой нет никаких преград, ведь воздух нельзя ограничить, нельзя поймать и придать ему форму.
Это символ не только физической, но и духовной свободы, свободы мысли. Поэтому присутствие символов воздуха на какой-либо поверхности говорит о лёгкости мышления, свободе и непредсказуемости.

## Воздух в искусстве
- Фантастический роман «Продавец воздуха» (автор А. Р. Беляев, 1929 год) и одноимённая экранизация этого романа.